# Shigellose
 Mise en garde médicale
La shigellose ou dysenterie bacillaire est une maladie infectieuse d'origine bactérienne. Elle est causée par l'un des divers types de la bactérie Shigella. La shigellose est caractérisée par une gastro-entérite aiguë, dont les selles sont habituellement accompagnées de sang et de mucus, causés par des abcès des parois intestinales, provoqués par l'envahissement de ces bactéries.

## Épidémiologie
La shigellose est une maladie endémique des zones tropicales d'Afrique, d'Amérique centrale et d'Asie du Sud-Est. Elle est également retrouvée dans les pays industrialisés, et parmi les voyageurs des zones endémiques.
160 millions de cas sont recensés chaque année. 200 000 personnes meurent de la shigellose chaque année dans le monde. Parmi elles, 65 000 sont des enfants de moins de 5 ans.
En janvier 2022, la UK Health Security Agency (en) alerte sur une augmentation du nombre de cas de Shigellose, particulièrement chez les populations homosexuelles et bisexuelles masculines. D'après l'agence, cette recrudescence est corrélée à l'apparition de souches résistantes aux antibiotiques.

## Transmission
La transmission, souvent directe, est féco-orale et interhumaine. La manque d'hygiène favorise la transmission. La transmission existe également via les rapports sexuels anaux.

## Symptômes
La shigellose se manifeste par des symptômes variés. Sa forme atténuée se caractérise par de la fièvre, de crampes abdominales, de nausées, vomissements, puis diarrhées aqueuses.
Elle peut être suivie d'un syndrome dysentérique.
Des complications sont possibles.

## Traitement
L'antibiothérapie dépend de la souche bactérienne de Shigelle, sachant que les souches varient selon la géographie et que plusieurs souches ont développé des antibiorésistances. La ciprofloxacine constitue l'antibiotique de référence.
Chez les adultes, la dysenterie causée par les bactéries guérit d'habitude spontanément. Chez les enfants et d'autres groupes vulnérables, des antibiotiques sont nécessaires. Mais au cours des dernières années, Shigella dysenteriae de type 1 (Sd1) est devenue de plus en plus résistante aux médicaments. Chez les personnes qui se sont déshydratées à la suite de la maladie, il faut reconstituer les liquides organiques aussi vite que possible. On peut pour cela utiliser des sels de réhydratation oraux ou de liquides intraveineux.
Le traitement par phagothérapie fait l'objet de nombreuses recherches dans les pays occidentaux,,. En France, où la phagothérapie a été découverte dans le cadre du traitement de la dysenterie pendant la Première Guerre mondiale, la phagothérapie n'est plus utilisée depuis 2019 que sous le statut de préparations magistrales, après avoir bénéficié d'autorisations temporaires d'utilisation.

## Prophylaxie
L'hygiène est le principal moyen de prévention.
Un vaccin tétravalent contre la shigellose est en cours de développement par Limma Tech et Valneva SE (phase 2 engagée en 2024). Ce candidat vaccin, dénommé S4V, cible les souches de Shigella flexneri 2a, 3a, 6 et Shigella sonnei.